# Googoosh
Googoosh (in persiano گوگوش‎), pseudonimo di Faegheh Atashin (in persiano فائقه آتشین‎; Teheran, 5 maggio 1950), è una cantante e attrice iraniana di origine azera.

## Biografia
Googoosh è nata con il nome di Faegheh Atashin il 5 maggio 1950 a Teheran, da genitori azerbaigiani emigrati dalla Repubblica Socialista Sovietica Azera dell'Unione Sovietica. Fu presto chiamata "Googoosh", un nome armeno solitamente riservato ai ragazzi, che divenne il suo nome d'arte. In un'intervista ha dichiarato di essere stata chiamata Googoosh fin dalla prima infanzia; tuttavia, nel suo certificato di nascita è registrato il nome Faegheh.
Negli anni settanta, Googoosh veniva considerata l'artista più popolare dell'Iran. Oltre alla musica, Googoosh è stata anche attrice in molti film iraniani degli anni 60 e 70.

Dopo la rivoluzione iraniana del 1979 rimase in Iran fino al 2000 ma non poté registrare ne fare spettacoli a causa del divieto assoluto per le cantanti soliste di esibirsi. Attualmente risiede a Los Angeles, California.
Ha lavorato con Shahram Shabpareh, un altro artista iraniano emigrato negli Stati Uniti dopo la rivoluzione islamica.

## Premi
- 1971: Primo premio per la sua canzone francese "Retour de la ville" / "J'entends crier je t'aime",[7] al Midem (festival di Cannes)
- 1972: Primo premio al Carthage Music Festival
- 1972: Prima medaglia d'arte della Tunisia
- 1973: Il miglior attrice per Bita al Festival del Cinema Iraniano

## Discografia
Album
- Mosabbeb
- Nimeh Gomshodeh Man
- Behtarin Fasl-e-Taazeh
- Do Mahi 1974
- Hamsafar
- Jadeh
- Mordab
- Do Panjareh
- Kavir
- Kooh
- Ageh Bemooni
- Yadam Basheh
- Pol
- Setaareh
- Mann O Gonjeshkayeh Khoneh
- Lahzeh Bidari
- Dar Emtedâde Šab

Album dopo il ritorno
- 2000: Zartosht
- 2003: QQ Bang Bang
- 2004: Akharin Khabar
- 2005: Manifest
- 2008: Shabe Sepid

## Filmografia
| Anno | Titolo Persiano                                | Titolo inglese                     |
| ---- | ---------------------------------------------- | ---------------------------------- |
| 1960 | Ferešteye Farâri (فرشتۀ فراری)                 | The Runaway Angel                  |
| 1960 | Bim o Omid (بیم و امید)                        | Hope and Fear                      |
| 1963 | Partgâhe Maxuf (پرتگاه مخوف)                   | The Cliff of Fear                  |
| 1965 | Šeytun Balâ (شیطون بلا)                        | The Naughty One                    |
| 1966 | Gedâyâne Tehrân (گدايان تهران)                 | The Beggars of Thehran             |
| 1966 | Fil va Fenjan (فيل و فنجان)                    | Big and Small                      |
| 1966 | Hossein-e-Kord (حسين كرد)                      | Hossein-e-Kord                     |
| 1967 | Câhâr Xâhar (چهار خواهر)                       | Four Sisters ( con Leila Forouhar) |
| 1967 | Darvâzeh Taqdir (دروازه تقدير)                 | The Gate of Fate                   |
| 1967 | Ganjo Ranj (گنج و رنج)                         | Treasure and Toil                  |
| 1967 | Dar Jostojouye Tabahkâran (در جستجوي تبهكاران) | Searching for the Criminals        |
| 1968 | Se Divâne (سه‌دیوانه)                           | The Three Morons                   |
| 1968 | Šab_e_Fereštegân (شب فرشتگان)                  | The Night of Angels                |
| 1968 | Setareh Haft âsemân (ستاره هفت آسمان)          | The Star of Seven Skies            |
| 1969 | Gonahe Zibaee (گناه زيبايی)                    | The Sin of Beauty                  |
| 1970 | Tolu (طلوع)                                    | Sunrise                            |
| 1970 | Janjale Aroosi (جنجال عروسی)                   | The Wedding Brawl                  |
| 1970 | Panjere (پنجره)                                | The window                         |
| 1971 | Esâse Dâq (احساس داغ)                          | Hot Feeling                        |
| 1971 | Asemoune bi setareh (آسمون بی ستاره)           | Starless Sky                       |
| 1971 | Qesâs(قصاص)                                    | Retaliation                        |
| 1972 | Bitâ (بیتا)                                    | Bita                               |
| 1973 | Khialati(خیالاتی)                              |                                    |
| 1975 | Hamsafar (همسفر)                               | Co Traveler                        |
| 1975 | Nâzanin (نازنین)                               | Nazanin                            |
| 1975 | Mammal Emrikâyi (ممل امریکایی)                 | American Mammal                    |
| 1975 | Šabe Qaribân (شب غریبان)                       | Nostalgic Night                    |
| 1976 | Mâh Asal (ماه عسل)                             | Honeymoon                          |
| 1977 | Dar Emtedade Shab (در امتداد شب)               | Along the Night                    |
| 1979 | Emšab aški mirizad (امشب اشکی می ریزد)         | Tonight Someone Cries              |